# Докашенко Микола Григорович
Докашенко Микола Григорович (20 листопада 1921 — 22 лютого 1992)  — радянський льотчик-ас, брав участь у Другій світовій війні та війні у Кореї (1950—1953). Герой Радянського Союзу(1952).

## Життєпис
Народився 20 листопада 1921 року в селі Кіндратівка, нині Сумського району Сумської області (Україна). У 1939 році закінчив 9 класів в селі Солохати Сумської області і місцевий аероклуб. З 19 червня 1941 року в лавах Червоної Армії. У 1943 році закінчив Чугуївську військову авіаційну школу льотчиків. Служив у 22-му запасному авіаційному полку (6-а запасна авіаційна бригада, Московський військовий округ).

## Участь у Другій світовій війні
З червня 1944 молодший лейтенант Н. Г. Докашенко в діючій армії. По травень 1945 року був льотчиком, потім старшим льотчиком (з листопада 1944 року) 17-го ВАП (11-й ІАК, 3-я повітряна армія, 1-й Прибалтійський та 3-й Білоруський фронти). Брав участь у визволенні Прибалтики, Кенігсберзької операції. Літав на Р-39 «Аерокобра».
Здійснив 113 бойових вильотів, провів 7 повітряних боїв, особисто збив 2 літаки противника.
До липня 1945 служив у Німеччині. Потім полк був перекинутий в Приморський військовий округ. Учасник радянсько-японської війни в серпні 1945 року на посаді старшого льотчика 17-го ВАП (9-а Повітряна армія, 1-й Далекосхідний фронт). Літав на Р-63 «Кінгкобра», виконав 3 бойових вильоти, перемог не мав.

## Участь у війні в Кореї
З 31 березня 1951 капітан Н. Г. Докашенко — заступник командира ескадрильї з льотної частини. З 19 лютого 1952 року — командир ескадрильї 17-го ВАП. Учасник бойових дій в КНДР. У Кореї здійснив 148 бойових вильотів і брав участь в 45 повітряних боях, в яких особисто збив 9 літаків ВПС США.
Указом Президії Верховної Ради СРСР від 22 квітня 1952 капітан Докашенко Микола Григорович удостоєний звання Героя Радянського Союзу.

## Список повітряних перемог
| Дата повітряного бою | Кількість і тип збитих ворожих літаків (особисто/в групі) | Район повітряного бою        |
| -------------------- | --------------------------------------------------------- | ---------------------------- |
| 21.12.1944           | 2 Focke Wulf FW-190                                       | на північний захід від Модри |
| 20.09.1951           | F-86                                                      | Ансю                         |
| 12.10.1951           | F-86                                                      | Тейсю — Сюкусен              |
| 25.10.1951           | F6F                                                       | на схід від Ансю             |
| 28.10.1951           | 3 F-86                                                    | на схід від Ансю             |
| 11.12.1951           | F-86                                                      | Ансю                         |
| 20.01.1952           | F-86                                                      | Ялуцзян                      |
| 02.02.1952           | F-86                                                      | Тейсю — Хакусен              |

Примітка: таблицю складено за даними джерел и  .

## Мирне життя
З листопада 1955 майор Н. Г. Докашенко — помічник командира 17-го ВАП з вогневої та тактичної підготовки, а з квітня 1958 підполковник Н. Г. Докашенко — заступник командира 17-го ВАП з льотної частини. У червні 1959 прикомандирований до ДТСААФ. З липня 1959 — начальник Курганського обласного аероклубу.
З травня 1960 полковник Н. Г. Докашенко — в запасі. Жив у місті Суми. Працював у Сумському обласному комітеті ДТСААФ.

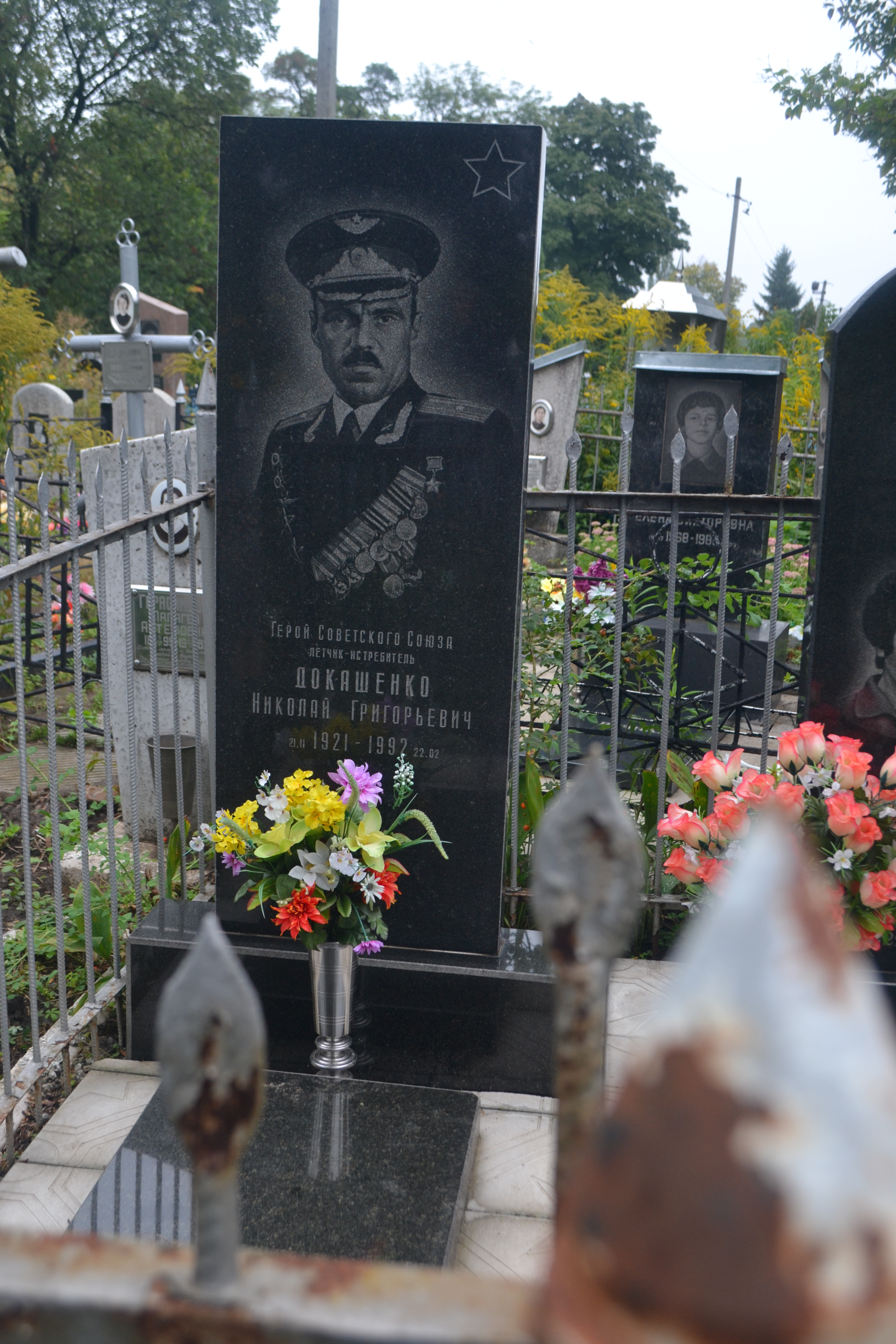
Надгробок Миколи Докашенка.

Помер 22 лютого 1992 року. Похований в Сумах на Засумському кладовищі.

## Нагороди
- Герой Радянського Союзу — Медаль «Золота Зірка»
- Орден Леніна
- Орден Вітчизняної війни 1-го ступеня (15.12.1944,15.05.1945,11.03.1985)
- Орден Червоного Прапора (06.05.1945, 17.12.1951)
- Орден Червоної Зірки (30.08.1945)
- Медалі

### Біографічні статті
- Докашенко Николай Григорьевич. на airwar.ru. Архів оригіналу за 15 грудня 2014. Процитовано 25 листопада 2014.(рос.)
- Докашенко Николай Григорьевич. на warheroes.ru. Архів оригіналу за 10 червня 2012. Процитовано 25 листопада 2014.(рос.)
- Докашенко Николай Григорьевич. на http://soviet-aces-1936-53.ru. Архів оригіналу за 6 лютого 2016. Процитовано 25 листопада 2014. {{cite web}}: Зовнішнє посилання в |publisher= (довідка)(рос.)